# Winx (4. sezona)
Četvrta sezona animirane televizijske serije Winx sastoji se od 26 epizoda te se izvorno prikazala na talijanskom kanalu Rai Due od 15. travnja do 13. studenoga 2009. godine.
Sezona se u Hrvatskoj prvi puta prikazivala subotom i nedjeljom u jutarnjem terminu na programu Nove TV  od 18. prosinca 2010. do 11. ožujka 2011. godine. Sezona se kasnije, osim ponovnih repriza na Novoj TV, također prikazivala na Mini TV, te 2019. godine na programu Dome TV. Nickelodeon je također prikazao sezonu 2012. godine.

## Radnja
U Alfeu dolaze Čarobnjaci Crnog Kruga, skupina zlikovaca koji traže posljednju vilu na Zemlji kako bi uzeli njezinu moć. Oni misle kako je ta vila Bloom, no ubrzo se ispostavi da su u krivu. To znači da je posljednja vila sa Zemlje u opasnosti, a zadatak Winxica je pronaći ju. Djevojke odlaze u Gardeinu, Bloomin rodni grad, gdje također živi vila koju traže. Kroz brojne opasnosti, Winxice moraju vratiti čaroliju na Zemlju te stati na kraj ratu između čarobnjaka i zemaljskih vila. 

## Hrvatska sinkronizacija
Studio A.V.I.D. je 2010. godine proizveo hrvatsku sinkronizaciju treće i četvrte sezone, stoga obje sezone imaju identičnu glumačku postavu. 

### Glavne uloge
Sljedeći glumci su navedeni pod zaslugama u odjavnoj špici četvrte sezone:
- Nino Dabac
- Marko Jelić — Brandon, Nabu, Anagan
- Zrinka Kušević — Musa, Vanessa
- Valentina Lončarić — Layla, Griselda
- Mirta Muždalo — Faragonda, Morgana, Ninfea
- Ivana Ljubičić — Flora
- Lorena Nosić — Bloom, Lockette, Naratorica
- Gloria Šoletić — Tecna, Digit, Sibylla[a]
- Matija Tonković — Sky, Riven, Erendor
- Željka Vujaković — Stella
- Dinko Vujević — Timmy, Ogron
- Domagoj Vorberger — Artu

### Ostale uloge
- Mario Huljev — Helia, Mike, Gantlos, Duman
- Marko Cindrić — Klaus, Andy, Jason Queen, Kiko
- Nives Trconić — Nebula, Aurora[b]
- Tajna Peršić — Princeza Diana, Sibylla[c], Aurora[a], Nebeske vile
- Tina Tomulić — Roxy, Mitzi

## Epizode
Vidi još: Dodatak:Popis epizoda Winx Cluba
| 79. | 1.  | "Lovci na vile" "The Fairy Hunters"                   | 15. travnja 2009.   | 18. prosinca 2010. |
| U Alfiji vlada uzbuđenje povodom početka nove školske godine, a Winxice se nalaze u ulozi profesorica. No zabava će biti prekinuta kada Alfiju posjete misteriozni čarobnjaci koji žele uhvatiti posljednju vilu sa Zemlje. |     |                                                       |                     |                    |
| 80. | 2.  | "Drvo života" "The Tree of Life"                      | 17. travnja 2009.   | 19. prosinca 2010. |
| Winxice saznaju o svojim novim neprijateljima zvanim Čarobnjaci Crnog Kruga koji su izbrisali čaroliju sa Zemlje. Čarobnjaci su u lovu na posljednju vilu za Zemlje, a Winx dolaze do Drva Života kako bi je locirali. No prije toga se moraju suočiti s opasnim čudovištima iz Piksi sela. |     |                                                       |                     |                    |
| 81. | 3.  | "Posljednja vila na Zemlji" "The Last Fairy of Earth" | 20. travnja 2009.   | 25. prosinca 2010. |
| Nakon što stignu u Gardeniju, Winx otvore dućan za kućne ljubimce uz pomoć Bloominih roditelja. |     |                                                       |                     |                    |
| 82. | 4.  | "Kućni ljubimci" "Love & Pet"                         | 22. travnja 2009.   | 26. prosinca 2010. |
| Dućan s ljubimcima polako postaje popularan u Gardeniji. Čarobnjaci Crnog Kruga dolaze na Zemlju kako bi pronašli posljednju vilu sa Zemlje. U međuvremenu, Majstori Magije se pokušavaju prilagoditi svom novom životu na Zemlji. Sky saznaje da je u Gardeniji i Andy, Bloomin bivši dečko. |     |                                                       |                     |                    |
| 83. | 5.  | "Mitzina prisutnost" "Mitzi's Present"                | 24. travnja 2009.   | 1. siječnja 2011.  |
| Zli Čarobnjaci napadnu dućan s kućnim ljubimcima te bace zle čini na ljubimce. Winxice se moraju boriti protiv zlih stvorenja i pokušati poništiti čaroliju. U međuvremenu, Mitzi se zaljubi u Brandona što naljuti Stellu. |     |                                                       |                     |                    |
| 84. | 6.  | "Vila u opasnosti" "A Fairy in Danger"                | 27. travnja 2009.   | 2. siječnja 2011.  |
| Winxnice i Čarobnjaci pronađu posljednju vilu sa Zemlje - Roxy. Winx se nađu u velikoj bitci protiv Čarobnjaka u kojoj moraju spasiti Roxy. Zahvaljujući Roxyinom vjerovanju u čaroliju, Winx dobivaju novu moć - Believix. |     |                                                       |                     |                    |
| 85. | 7.  | "Winx Believix"                                       | 29. travnja 2009.   | 8. siječnja 2011.  |
| Zahvaljujući Roxy, Winx imaju nove Belivix moći i snažnije su u borbi protiv Čarobnjaka. U međuvremenu, Roxy čuje glas misteriozne žene koja joj govori kako treba prihvatiti svoje moći. |     |                                                       |                     |                    |
| 86. | 8.  | "Neobični krug" "The White Circle"                    | 1. svibnja 2009.    | 9. siječnja 2011.  |
| Winx i Roxy odlaze na farmu gdje ih napadnu Čarobnjaci. Tamo pronađu bijeli krug, moćni predmet kojim Roxy uspješno otjera Čarobnjake. Winxice također otkriju kako posjeduju moć uvjeravanja ljudi u magiju. |     |                                                       |                     |                    |
| 87. | 9.  | "Nebula"                                              | 4. svibnja 2009.    | 15. siječnja 2011. |
| Roxy postaje zla kad ju obuzme misteriozan duh iz bijelog prstena. Winx ju moraju zaustaviti prije nego upadne u nevolju u svom pohodu na Čarobnjake Crnog Kruga. |     |                                                       |                     |                    |
| 88. | 10. | "Musina pjesma" "Musa's Song"                         | 6. svibnja 2009.    | 16. siječnja 2011. |
| Musino pjevanje privuče pažnju glazbenika Jasona od kojeg Musa dobije ponudu za snimanje pjesme. Radi Rivenove ljubomore prema Jasonu, Riven i Musa se sve više udaljavaju. U međuvremenu, ostale Winxice i Roxy bezuspješno uvjeravaju stanovnike Gardenije da povjeruju u vile. No kad djevojke pomognu u gašenju vatre koju su stvorili Čarobnjaci, ljudi polako vraćaju svoje vjerovanje u magiju. |     |                                                       |                     |                    |
| 89. | 11. | "Winx Club zauvijek!" "Winx Club Forever"             | 8. svibnja 2009.    | 22. siječnja 2011. |
| Musino pjevanje privuče pažnju glazbenika Jasona od kojeg Musa dobije ponudu za snimanje pjesme. Radi Rivenove ljubomore prema Jasonu, Riven i Musa se sve više udaljavaju. U međuvremenu, ostale Winxice i Roxy bezuspješno uvjeravaju stanovnike Gardenije da povjeruju u vile. No kad djevojke pomognu u gašenju vatre koju su stvorili Čarobnjaci, ljudi polako vraćaju svoje vjerovanje u magiju. |     |                                                       |                     |                    |
| 90. | 12. | "Tata! Ja sam vila!" "Dad! I'm a Fairy"               | 11. svibnja 2009.   | 23. siječnja 2011. |
| Čarobnjaci otmu Roxy i njenog oca i to u trenutku kad mu ona pokuša priznati da je vila. Artu, Kiko i ostale životinje kreću u spasilačku misiju kako bi spasili Roxy i njenog oca, no Gantlos povrijedi Artua nakon čega se Roxy po prvi puta pretvori u vilu. |     |                                                       |                     |                    |
| 91. | 13. | "Napad čarobnjaka" "The Wizards' Attack"              | 13. svibnja 2009.   | 29. siječnja 2011. |
| Čarobnjaci prijete kako će uništiti cijelu Gardeniju ako se Roxy ne preda. Winx se nađu u opasnoj borbi. |     |                                                       |                     |                    |
| 92. | 14. | "Sedam je savršen broj" "7: The Perfect Number"       | 14. listopada 2009. | 2011.              |
| Winxice i Roxy se moraju nositi sa svojom novom popularnošću u Gardeniji, a također i s par krijumčara životinja. |     |                                                       |                     |                    |
| 93. | 15. | "Satovi magije" "Magic Lessons"                       | 16. listopada 2009. | 30. siječnja 2011. |
| Čarobnjaci su bijesni jer ljudi sa Zemlje sve više vjeruju u magiju. Kako bi pomrsili planove Winxicama, Čarobnjaci daju Mitzi i njenim prijateljicama moći te ih pretvaraju u zle vile. U međuvremenu, Jason pozove Musu na vjenčanje. |     |                                                       |                     |                    |
| 94. | 16. | "Bijeg od stvarnosti" "A Virtual World"               | 19. listopada 2009. | 6. veljače 2011.   |
| Tecna stvara virtualni svijet u svom računalu kako bi tamo sakrila bijeli prsten. No Čarobnjaci saznaju da je tamo i pokušaju ga ukrasti. |     |                                                       |                     |                    |
| 95. | 17. | "Tajna Tir Nan Og-a" "The Enchanted Island"           | 21. listopada 2009. | 12. veljače 2011.  |
| Winxice putuju na otok iz Roxyine vizije zvan Tir Nan Og. Po dolasku, tajanstvena žena neprestano doziva Roxy, a mračne sile otimaju i zarobe Winxice te ih odvode u zatvor za zemaljske vile. Winx uspješno oslobode vile sa Zemlje, no razočarane su kad saznaju da se one žele osvetiti ljudima radi njihovog nevjerovanja u čaroliju te tako proglase rat protiv čovječanstva. |     |                                                       |                     |                    |
| 96. | 18. | "Bijes prirode" "The Nature Rage"                     | 26. listopada 2009. | 13. veljače 2011.  |
| Diana, zemaljska vila prirode, započinje rat protiv čovječanstva pretvorivši Gardeniju u ogromnu džunglu. Winxice moraju spasiti ljude iz Gardenije te smisliti kako će osloboditi Majstore Magije koje je Diana otela. Osim toga, Winx saznaju od Faragonde da postoje darovi sudbine koji Winxicama može dati nove moći i transformacije. |     |                                                       |                     |                    |
| 97. | 19. | "U Dianinom kraljevstvu" "In Diana's Kingdom"         | 28. listopada 2009. | 19. veljače 2011.  |
| Winxice dobivaju moć Sophixa pri ulasku u Amazonsku prašumu u kojoj je Diana napravila svoju novu jazbinu. No nakon što su se razdvoje, Flora, Musa i Layla budu zarobljene u pokušaju da spase Majstore Magije. U međuvremenu, Bloom, Stella i Tecna lociraju izvor Dianine moći. |     |                                                       |                     |                    |
| 98. | 20. | "Darovi sudbine" "The Gifts of Destiny"               | 30. listopada 2009. | 20. veljače 2011.  |
| Winxice moraju spasiti Amazonsku šumu te uvjeriti Dianu da prekine rat protiv čovječanstva. |     |                                                       |                     |                    |
| 99. | 21. | "Sibilina spilja" "Sibylla's Cave"                    | 3. studenoga 2009.  | 26. veljače 2011.  |
| Winxice sklapaju savez sa Čarobnjacima Crnog Kruga kako bi pomogle Dumanu čiji život je u opasnosti. Winx i Čarobnjaci moraju otići do Sibiline pećine i tamo potražiti pomoć od Sibylle, vile pravde. |     |                                                       |                     |                    |
| 100. | 22. | "Ledeni toranj" "The Frozen Tower"                    | 6. studenoga 2009.  | 27. veljače 2011.  |
| Aurora, vila sjevera, zamrzne zemlju kako bi se osvetila ljudima. Winxice moraju iskoristiti svoje nove sniježe Lovix moći i zaustaviti Aurorinu osvetu. |     |                                                       |                     |                    |
| 101. | 23. | "Bloomin ispit" "Bloom's Trial"                       | 6. studenoga 2009.  | 5. ožujka 2011.    |
| Bloom mora pobjediti u borbi protiv zle Nebule kako bi zaštitila Roxy i odgovorila Nebulu od njene želje za osvetom. |     |                                                       |                     |                    |
| 102. | 24. | "Dan pravde" "The Day of Justice"                     | 9. studenoga 2009.  | 6. ožujka 2011.    |
| Bloom mora pobjediti u borbi protiv zle Nebule kako bi zaštitila Roxy i odgovorila Nebulu od njene želje za osvetom. |     |                                                       |                     |                    |
| 103. | 25. | "Morganine tajne" "Morgana's Secret"                  | 11. studenoga 2009. | 12 ožujka 2011.    |
| Nebula zarobi Morganu te krene u potragu za Čarobnjacima kojima se želi osvetiti. Morgana otkriva Roxy svoju veliku tajnu, a Winx moraju uvjeriti Laylu i Nebulu da odustanu od osvete. |     |                                                       |                     |                    |
| 105. | 26. | "Led i vatra" "Ice and Fire"                          | 13. studenoga 2009. | 13. ožujka 2011.   |
| Odlučna u namjeri da osveti Nabua, Layla se udružuje s Nebulom kako bi uništila Čarobnjake Crnog Kruga u opakoj bitci u dimenziji Omega. Ostale Winxice sustižu Laylu i Nebulu, te na kraju sve vile zajedno koriste konvergenciju da zamrznu čarobnjake i zauvijek ih zarobe u ledenom zatvoru dimenzije Omega. Nakon toga, Layla koristi ostatke Nabuova duha, u kombinaciji s moćima vila Tir Nan Og, za obnovu kraljevstva. Morgana proglašava Nebulu novom kraljicom Tir Nan Og, a zatim se vraća na Zemlju, gdje se ponovno sastaje sa suprugom, Klausom i kćerkom Roxy. Layla se ponovno vraća u Winx klub, a Roxy donosi odluku da želi postati učenica u Alfiji, školi za vile. |     |                                                       |                     |                    |